# Anna Pasiarová
Anna Pasiarová (* 18. Dezember 1949 in Tatranské Matliare, Tschechoslowakei) ist eine ehemalige tschechoslowakische Skilangläuferin.

## Werdegang
Pasiarová belegte bei den Olympischen Winterspielen 1976 in Innsbruck den 15. Platz über 5 km, den 13. Rang über 10 km und den sechsten Platz mit der Staffel. Zwei Jahre später erreichte sie bei den Nordischen Skiweltmeisterschaften 1978 in Lahti den 18. Platz über 5 km, den 14. Rang über 10 km und den sechsten Platz mit der Staffel. In der Saison 1981/82 errang sie den sechsten Platz im Gesamtweltcup. Dabei kam sie in Klingenthal über 10 km auf den dritten Platz. Bei den Nordischen Skiweltmeisterschaften 1982 in Oslo wurde sie Achte über 10 km, Sechste über 5 km und Fünfte mit der Staffel. In der folgenden Saison errang sie in Oslo über 20 km den dritten Platz und erreichte zum Saisonende den neunten Platz im Gesamtweltcup. In ihrer letzten aktiven Saison 1983/84 belegte sie im Weltcup in Reit im Winkl über 5 km und in Autrans über 10 km jeweils den zweiten Platz. Bei den Olympischen Winterspielen 1984 in Sarajevo kam sie über 10 km auf den 27. und über 20 km auf den 16. Platz. Die Saison beendete sie auf dem 13. Platz im Gesamtweltcup.
Bei den tschechoslowakischen Meisterschaften siegte Pasiarová jeweils zweimal über 10 km (1976, 1977) und mit der Staffel von CH Štrbské Pleso (1976, 1977) und einmal über 5 km (1978).

## Weltcup-Gesamtplatzierungen
| Saison  | Platz | Punkte |
| ------- | ----- | ------ |
| 1981/82 | 6.    | 92     |
| 1982/83 | 9.    | 73     |
| 1983/84 | 13.   | 64     |